# Olympische Sommerspiele 2008/Leichtathletik – 200 m (Frauen)

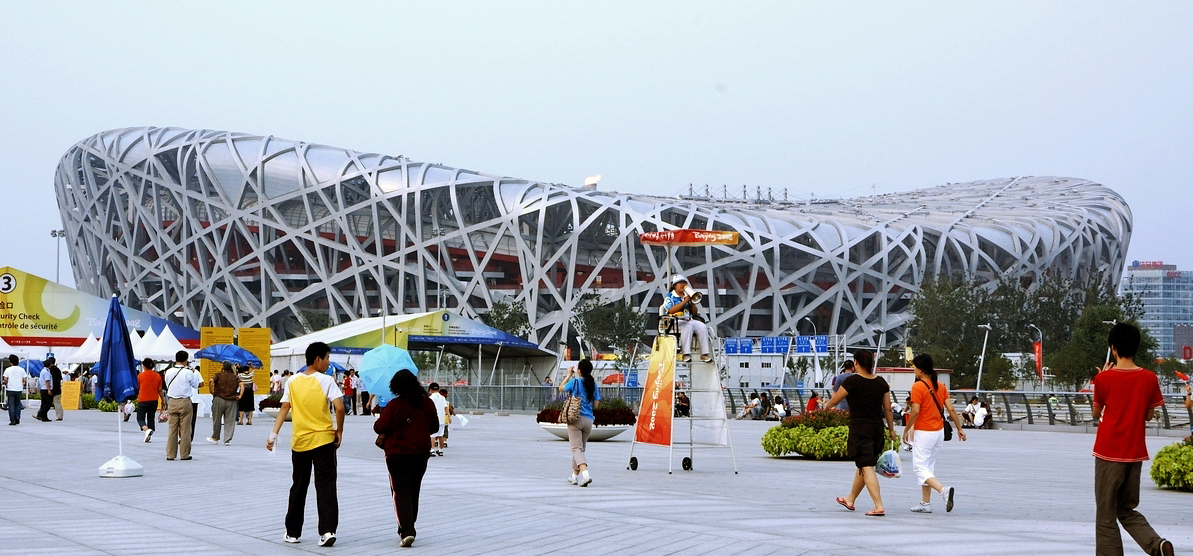
Das Vogelnest – Olympiastadion von Peking

Der 200-Meter-Lauf der Frauen bei den Olympischen Spielen 2008 in Peking wurde vom 19. bis 21. August 2008 im Nationalstadion ausgetragen. 46 Athletinnen nahmen daran teil.
Olympiasiegerin wurde die Jamaikanerin Veronica Campbell-Brown vor der US-Amerikanerin Allyson Felix. Die Bronzemedaille gewann Kerron Stewart aus Jamaika.

## Aktuelle Titelträgerinnen
| Olympiasiegerin 2004                      | Veronica Campbell ( Jamaika)            | 22,05 s | Athen 2004          |
| Weltmeisterin 2007                        | Allyson Felix ( USA)                    | 21,81 s | Ōsaka 2007          |
| Europameisterin 2006                      | Kim Gevaert ( Belgien)                  | 22,68 s | Göteborg 2006       |
| Panamerikanische Meisterin 2007           | Roxana Díaz ( Kuba)                     | 22,90 s | Rio de Janeiro 2007 |
| Zentralamerika und Karibik-Meisterin 2008 | Debbie Ferguson-McKenzie ( Bahamas)     | 22,78 s | Cali 2008           |
| Südamerika-Meisterin 2007                 | Lucimar Aparecida de Moura ( Brasilien) | 23,00 s | São Paulo 2007      |
| Asienmeisterin 2007                       | Susanthika Jayasinghe ( Sri Lanka)      | 22,99 s | Amman 2007          |
| Afrikameisterin 2008                      | Isabel Le Roux ( Südafrika)             | 22,69 s | Addis Abeba 2008    |
| Ozeanienmeisterin 2008                    | Mae Koime ( Papua-Neuguinea)            | 24,11 s | Saipan 2008         |

## Rekorde

### Bestehende Rekorde
| Weltrekord         | 21,34 s | Florence Griffith-Joyner ( USA) | Finale OS Seoul, Südkorea | 29. September 1988 |
| Olympischer Rekord | 21,34 s | Florence Griffith-Joyner ( USA) | Finale OS Seoul, Südkorea | 29. September 1988 |

Der bestehende olympische Rekord, gleichzeitig Weltrekord, wurde bei diesen Spielen nicht erreicht. Die schnellste Zeit erzielte die jamaikanische Olympiasiegerin Veronica Campbell-Brown mit 21,74 s im Finale am 21. August bei einem Rückenwind von 0,6 m/s. Den Rekord verfehlte sie dabei um genau vier Zehntelsekunden.

### Rekordverbesserungen
Es wurde ein neuer Landesrekord aufgestellt:
- 24,46 s – Kirsten Nieuwendam (Suriname), erster Vorlauf am 19. August bei einem Rückenwind von 0,2 m/s

## Vorrunde
Es fanden sechs Vorläufe statt. Die jeweils vier ersten eines jeden Laufs (hellblau unterlegt) sowie die acht zeitschnellsten Athletinnen (hellgrün unterlegt) qualifizierten sich für die Viertelfinals.

### Vorlauf 1
19. August 2008, 10:00 Uhr
Wind: +0,2 m/s
| Platz | Name                  | Nation              | Zeit    | Anmerkung |
| ----- | --------------------- | ------------------- | ------- | --------- |
| 1     | Allyson Felix         | USA                 | 23,02 s |           |
| 2     | Susanthika Jayasinghe | Sri Lanka           | 23,04 s |           |
| 3     | Virgil Hodge          | St. Kitts und Nevis | 23,14 s |           |
| 4     | Alexandra Fedoriwa    | Russland            | 23,29 s |           |
| 5     | Inna Eftimowa         | Bulgarien           | 23,50 s |           |
| 6     | Kia Davis             | Liberia             | 24,31 s |           |
| 7     | Kirsten Nieuwendam    | Suriname            | 24,46 s | NR        |
| DNS   | Vida Anim             | Ghana               |         |           |

### Vorlauf 2

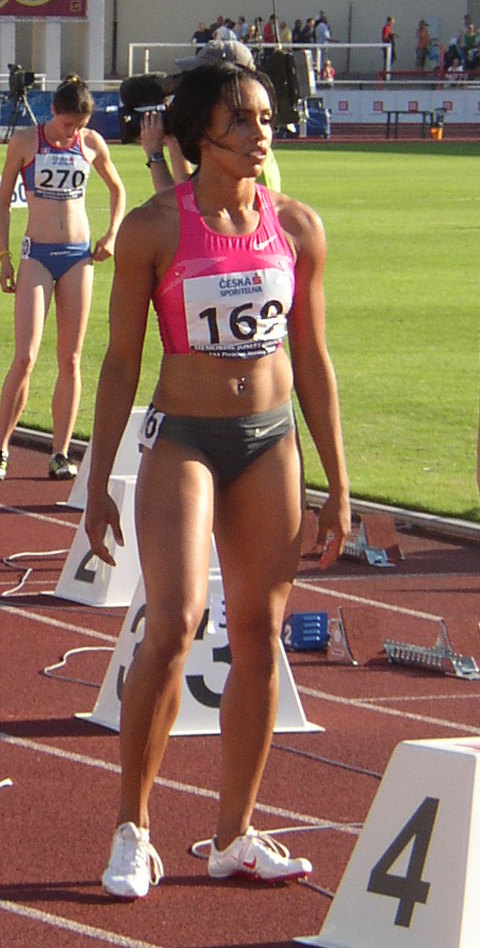
Carol Rodríguez – ausgeschieden als Siebte des zweiten Vorlaufs

19. August 2008, 10:09 Uhr
Wind: −0,4 m/s
| Platz | Name                      | Nation                  | Zeit    |
| ----- | ------------------------- | ----------------------- | ------- |
| 1     | Muna Lee                  | USA                     | 22,71 s |
| 2     | Muriel Hurtis-Houairi     | Frankreich              | 22,72 s |
| 3     | Cydonie Mothersille       | Cayman Islands          | 22,76 s |
| 4     | Julija Tschermoschanskaja | Russland                | 22,98 s |
| 5     | Iwet Lalowa               | Bulgarien               | 23,13 s |
| 6     | Mariely Sánchez           | Dominikanische Republik | 24,05 s |
| 7     | Carol Rodríguez           | Puerto Rico             | 24,07 s |
| DNS   | Kim Gevaert               | Belgien                 |         |

### Vorlauf 3

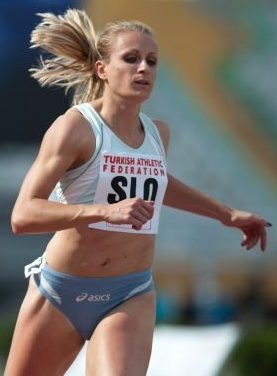
Sabina Veit – ausgeschieden als Fünfte des dritten Vorlaufs

19. August 2008, 10:14 Uhr
Wind: −1,7 m/s
| Platz | Name                     | Nation              | Zeit    |
| ----- | ------------------------ | ------------------- | ------- |
| 1     | Marshevet Hooker         | USA                 | 23,07 s |
| 2     | Debbie Ferguson-McKenzie | Bahamas             | 23,22 s |
| 3     | Oludamola Osayomi        | Nigeria             | 23,31 s |
| 4     | Eleni Artymata           | Zypern              | 23,58 s |
| 5     | Sabina Veit              | Slowenien           | 23,62 s |
| 6     | Gloria Kemasuode         | Nigeria             | 23,72 s |
| 7     | Meritzer Williams        | St. Kitts und Nevis | 23,83 s |
| 8     | Fabienne Feraez          | Benin               | 24,07 s |

### Vorlauf 4
19. August 2008, 10:21 Uhr
Wind: −1,0 m/s
| Platz | Name             | Nation         | Zeit    |
| ----- | ---------------- | -------------- | ------- |
| 1     | Ruqaya Al Ghasra | Bahrain        | 22,81 s |
| 2     | Emily Freeman    | Großbritannien | 22,95 s |
| 3     | Kerron Stewart   | Jamaika        | 23,03 s |
| 4     | Ionela Târlea    | Rumänien       | 23,24 s |
| 5     | Darlenys Obregón | Kolumbien      | 23,33 s |
| 6     | Goʻzal Xubbiyeva | Usbekistan     | 23,44 s |
| 7     | Jade Bailey      | Barbados       | 23,62 s |
| 8     | Lai Lai Win      | Myanmar        | 24,37 s |

### Vorlauf 5

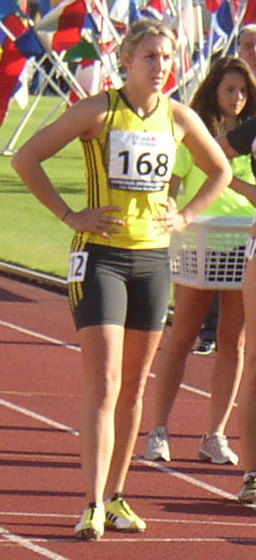
Isabel Le Roux – ausgeschieden als Siebte des fünften Vorlaufs

19. August 2008, 10:28 Uhr
Wind: −0,1 m/s
| Platz | Name                    | Nation    | Zeit    |
| ----- | ----------------------- | --------- | ------- |
| 1     | Veronica Campbell-Brown | Jamaika   | 23,04 s |
| 2     | Kadiatou Camara         | Mali      | 23,06 s |
| 3     | Natalia Rusakowa        | Russland  | 23,21 s |
| 4     | Sheniqua Ferguson       | Bahamas   | 23,33 s |
| 5     | Adrienne Power          | Kanada    | 23,40 s |
| 6     | Vincenza Calì           | Italien   | 23,44 s |
| 7     | Isabel Le Roux          | Südafrika | 23,67 s |
| 8     | Samia Yusuf Omar        | Somalia   | 32,16 s |

### Vorlauf 6

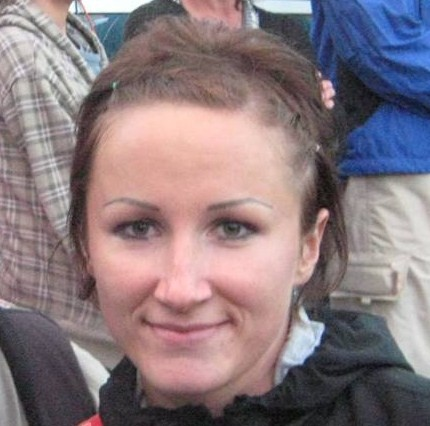
Marta Jeschke – ausgeschieden als Siebte des sechsten Vorlaufs
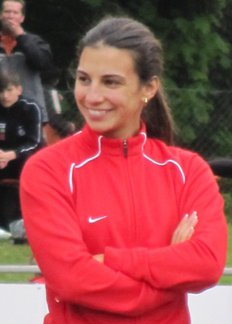
Gretta Taslakian – ausgeschieden als Achte des sechsten Vorlaufs

19. August 2008, 10:35 Uhr
Wind: −0,4 m/s
| Platz | Name                   | Nation                       | Zeit    | Anmerkung |
| ----- | ---------------------- | ---------------------------- | ------- | --------- |
| 1     | Natalija Pyhyda        | Ukraine                      | 22,91 s | PBe       |
| 2     | Sherone Simpson        | Jamaika                      | 22,94 s |           |
| 3     | Roxana Díaz            | Kuba                         | 23,09 s |           |
| 4     | LaVerne Jones-Ferrette | Amerikanische Jungferninseln | 23,12 s |           |
| 5     | Evelyn dos Santos      | Brasilien                    | 23,43 s |           |
| 6     | Allison George         | Grenada                      | 23,45 s |           |
| 7     | Marta Jeschke          | Polen                        | 23,59 s |           |
| 8     | Gretta Taslakian       | Libanon                      | 25,35 s |           |

## Viertelfinale
Die jeweils drei ersten eines jeden Laufs (hellblau unterlegt) sowie die folgenden vier zeitschnellsten Läuferinnen (hellgrün unterlegt) qualifizierten sich für die Halbfinals.

### Lauf 1

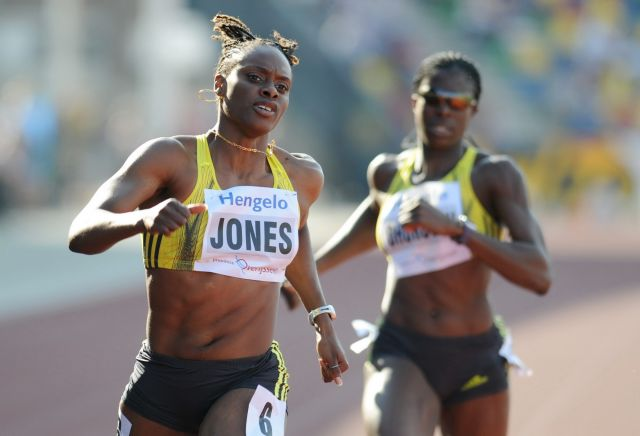
LaVerne Jones-Ferrette (links) – ausgeschieden
als Siebte des ersten Viertelfinals

19. August 2008, 19:00 Uhr
Wind: ±0,0 m/s
| Platz | Name                     | Nation                       | Zeit    |
| ----- | ------------------------ | ---------------------------- | ------- |
| 1     | Veronica Campbell-Brown  | Jamaika                      | 22,64 s |
| 2     | Allyson Felix            | USA                          | 22,74 s |
| 3     | Debbie Ferguson-McKenzie | Bahamas                      | 22,77 s |
| 4     | Cydonie Mothersille      | Cayman Islands               | 22,83 s |
| 5     | Ionela Târlea            | Rumänien                     | 23,22 s |
| 6     | Evelyn dos Santos        | Brasilien                    | 23,35 s |
| 7     | LaVerne Jones-Ferrette   | Amerikanische Jungferninseln | 22,37 s |
| DNS   | Goʻzal Xubbiyeva         | Usbekistan                   |         |

### Lauf 2

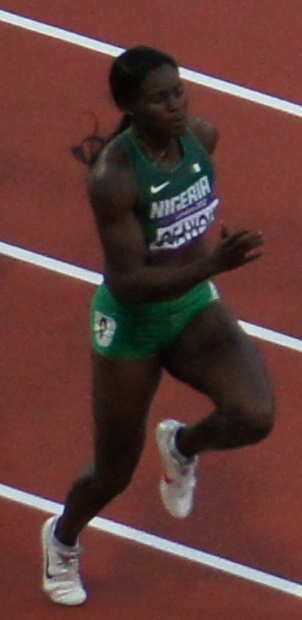
Oludamola Osayomi – ausgeschieden als Sechste des zweiten Viertelfinals

19. August 2008, 19:07 Uhr
Wind: ±0,0 m/s
| Platz | Name                  | Nation     | Zeit    |
| ----- | --------------------- | ---------- | ------- |
| 1     | Ruqaya Al Ghasra      | Bahrain    | 22,76 s |
| 2     | Muriel Hurtis-Houairi | Frankreich | 22,89 s |
| 3     | Susanthika Jayasinghe | Sri Lanka  | 22,94 s |
| 4     | Roxana Díaz           | Kuba       | 22,98 s |
| 5     | Alexandra Fedoriwa    | Russland   | 23,04 s |
| 6     | Oludamola Osayomi     | Nigeria    | 23,27 s |
| 7     | Darlenys Obregón      | Kolumbien  | 23,40 s |
| 8     | Inna Eftimowa         | Bulgarien  | 23,48 s |

### Lauf 3

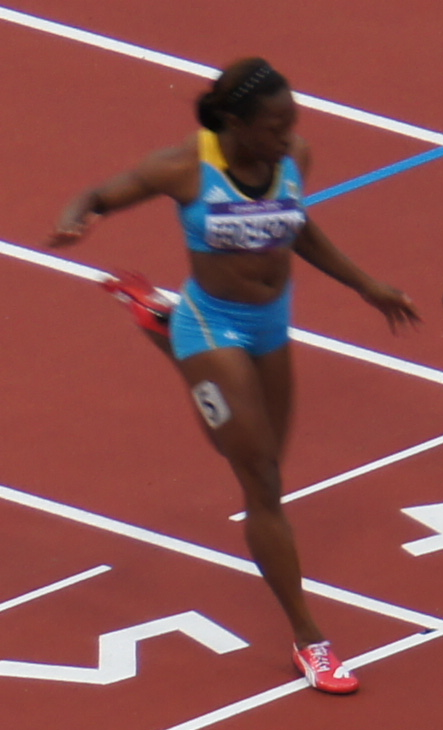
Sheniqua Ferguson – ausgeschieden als Achte des dritten Viertelfinals

19. August 2008, 19:14 Uhr
Wind: +0,3 m/s
| Platz | Name                      | Nation   | Zeit    | Anmerkung |
| ----- | ------------------------- | -------- | ------- | --------- |
| 1     | Julija Tschermoschanskaja | Russland | 22,63 s | PB        |
| 2     | Kerron Stewart            | Jamaika  | 22,74 s |           |
| 3     | Marshevet Hooker          | USA      | 22,76 s |           |
| 4     | Natalija Pyhyda           | Ukraine  | 23,03 s |           |
| 5     | Kadiatou Camara           | Mali     | 23,06 s |           |
| 6     | Adrienne Power            | Kanada   | 23,51 s |           |
| 7     | Vincenza Calì             | Italien  | 23,56 s |           |
| 8     | Sheniqua Ferguson         | Bahamas  | 23,61 s |           |

### Lauf 4

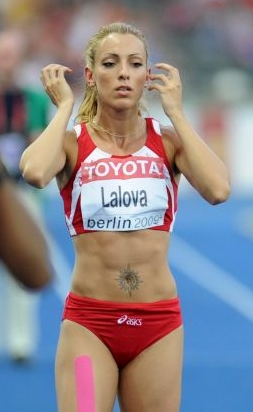
Iwet Lalowa – ausgeschieden als Vierte des vierten Viertelfinals
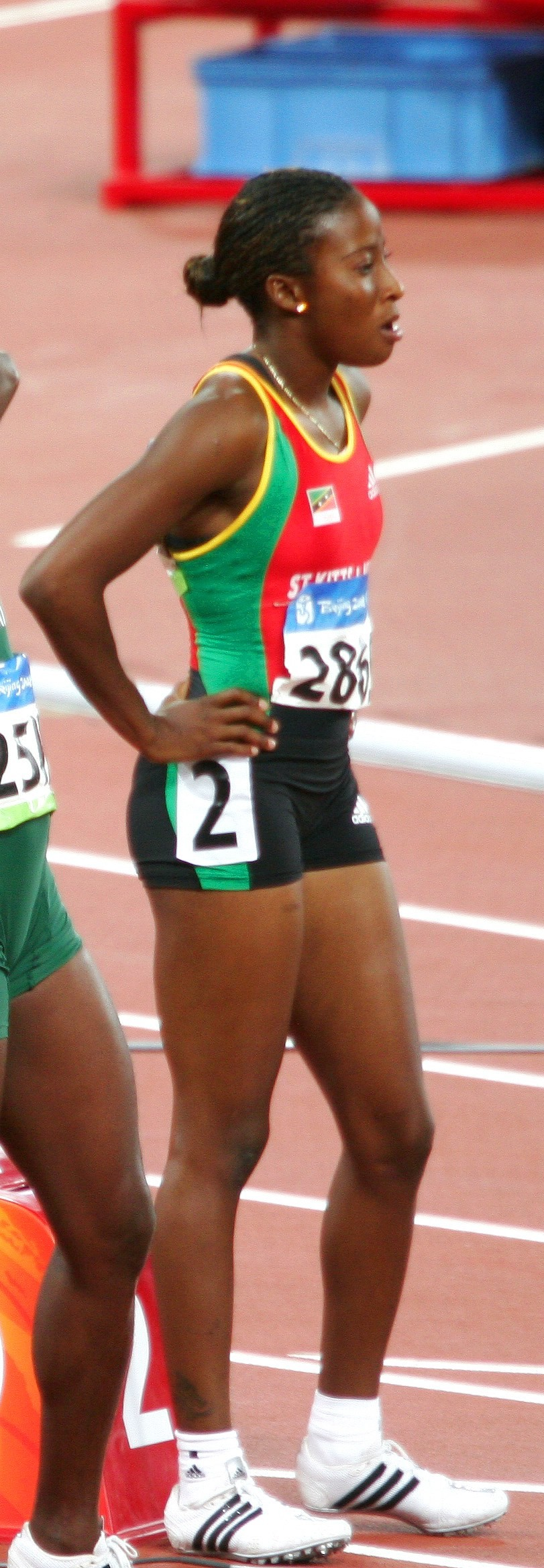
Virgil Hodge – ausgeschieden als Fünfte des vierten Viertelfinals
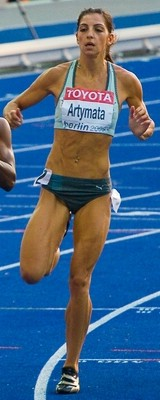
Eleni Artymata – ausgeschieden als Siebte des vierten Viertelfinals

19. August 2008, 19:21 Uhr
Wind: ±0,0 m/s
| Platz | Name             | Nation              | Zeit    |
| ----- | ---------------- | ------------------- | ------- |
| 1     | Sherone Simpson  | Jamaika             | 22,60 s |
| 2     | Muna Lee         | USA                 | 22,83 s |
| 3     | Emily Freeman    | Großbritannien      | 22,95 s |
| 4     | Iwet Lalowa      | Bulgarien           | 23,15 s |
| 5     | Virgil Hodge     | St. Kitts und Nevis | 23,17 s |
| 6     | Natalia Rusakowa | Russland            | 23,28 s |
| 7     | Eleni Artymata   | Zypern              | 23,77 s |
| 8     | Allison George   | Grenada             | 23,77 s |

## Halbfinale
Aus den beiden Halbfinalläufen qualifizierten sich die jeweils ersten vier eines jeden Laufs (hellblau unterlegt) für das Finale.

### Lauf 1

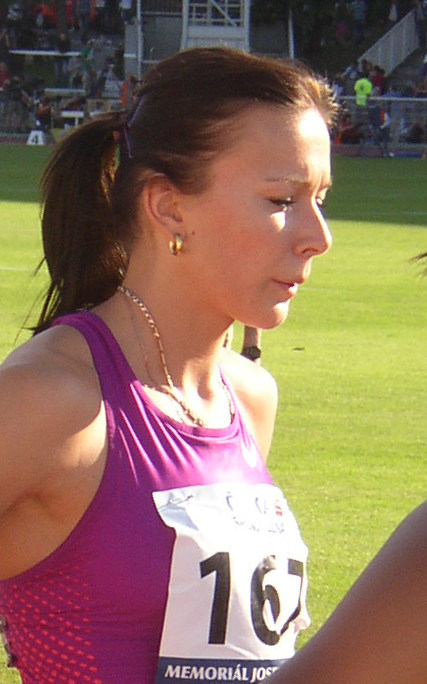
Julija Tschermoschanskaja – ausgeschieden als Fünfte des ersten Halbfinals
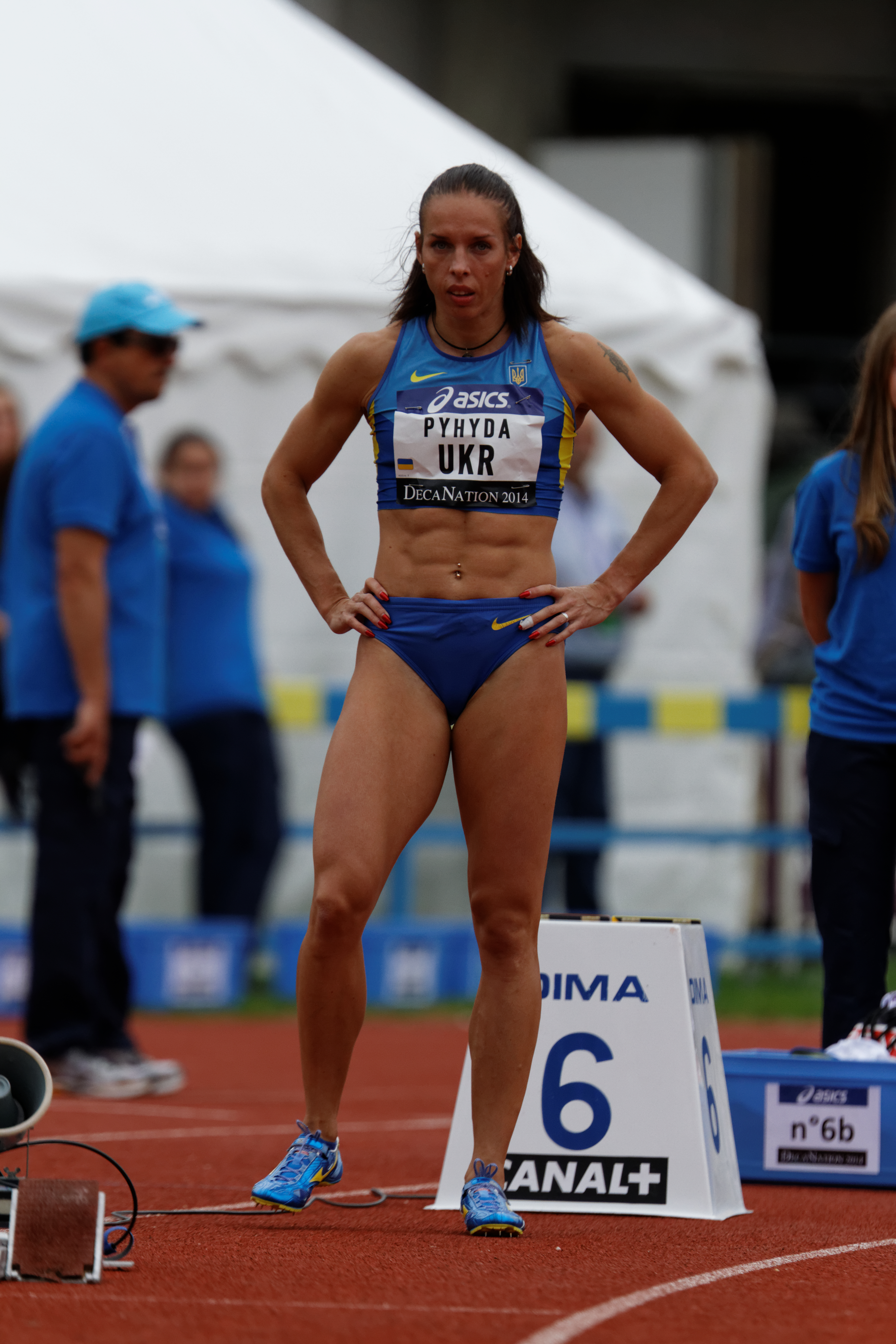
Natalija Pyhyda – ausgeschieden als Sechste des ersten Halbfinals
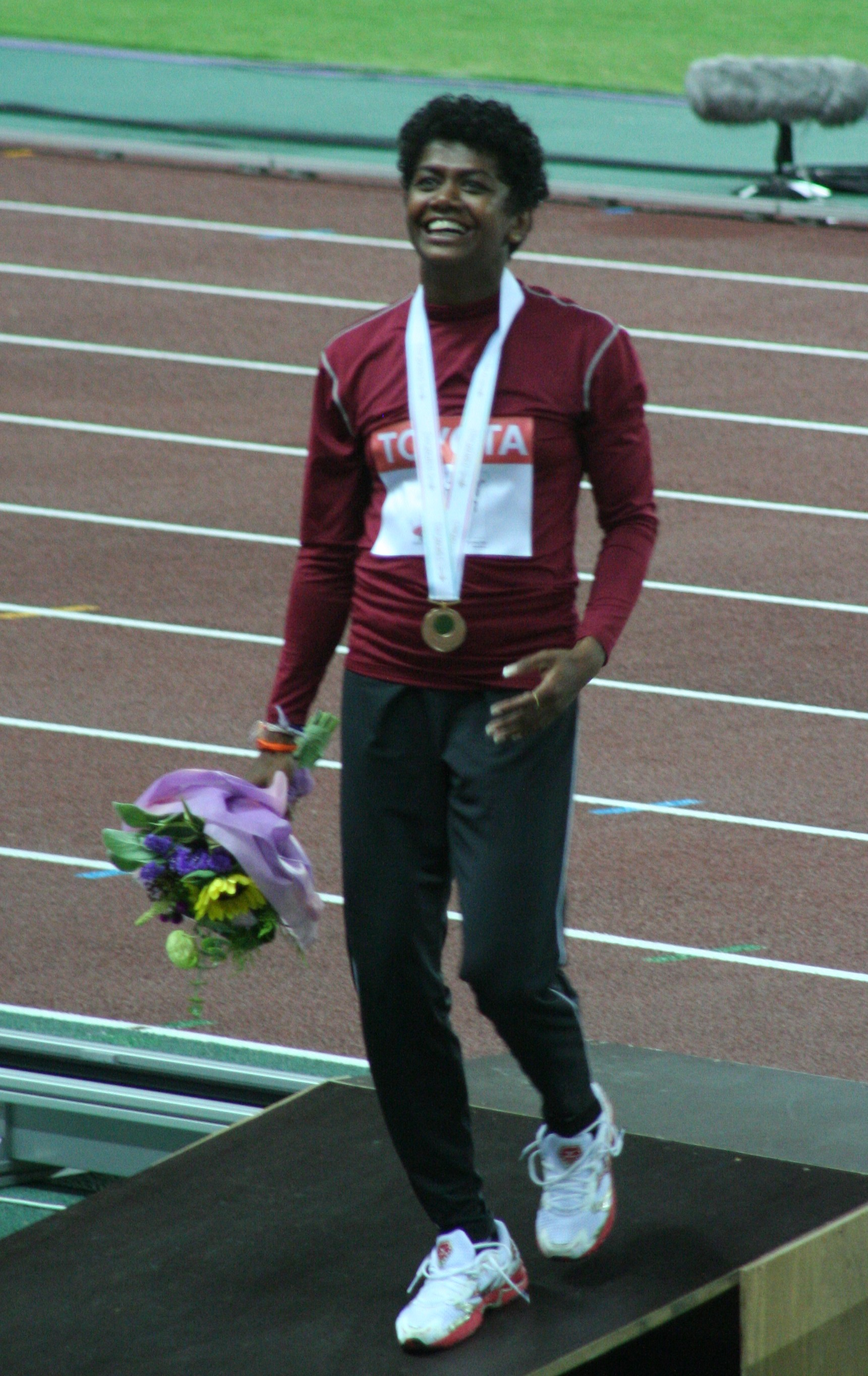
Susanthika Jayasinghe – ausgeschieden als Siebte des ersten Halbfinals

20. August 2008, 21:55 Uhr
Wind: ±0,0 m/s
| Platz | Name                      | Nation    | Zeit    | Anmerkung |
| ----- | ------------------------- | --------- | ------- | --------- |
| 1     | Veronica Campbell-Brown   | Jamaika   | 22,19 s |           |
| 2     | Kerron Stewart            | Jamaika   | 22,29 s |           |
| 3     | Muna Lee                  | USA       | 22,29 s | PB        |
| 4     | Debbie Ferguson-McKenzie  | Bahamas   | 22,51 s |           |
| 5     | Julija Tschermoschanskaja | Russland  | 22,57 s | PB        |
| 6     | Natalija Pyhyda           | Ukraine   | 22,95 s |           |
| 7     | Susanthika Jayasinghe     | Sri Lanka | 22,98 s |           |
| 8     | Roxana Díaz               | Kuba      | 23,12 s |           |

### Lauf 2
20. August 2008, 22:04 Uhr
Wind: −0,2 m/s
| Platz | Name                  | Nation         | Zeit    |
| ----- | --------------------- | -------------- | ------- |
| 1     | Allyson Felix         | USA            | 22,33 s |
| 2     | Marshevet Hooker      | USA            | 22,50 s |
| 3     | Sherone Simpson       | Jamaika        | 22,50 s |
| 4     | Cydonie Mothersille   | Cayman Islands | 22,61 s |
| 5     | Muriel Hurtis-Houairi | Frankreich     | 22,71 s |
| 6     | Ruqaya Al Ghasra      | Bahrain        | 22,72 s |
| 7     | Emily Freeman         | Großbritannien | 22,83 s |
| 8     | Alexandra Fedoriwa    | Russland       | 23,22 s |

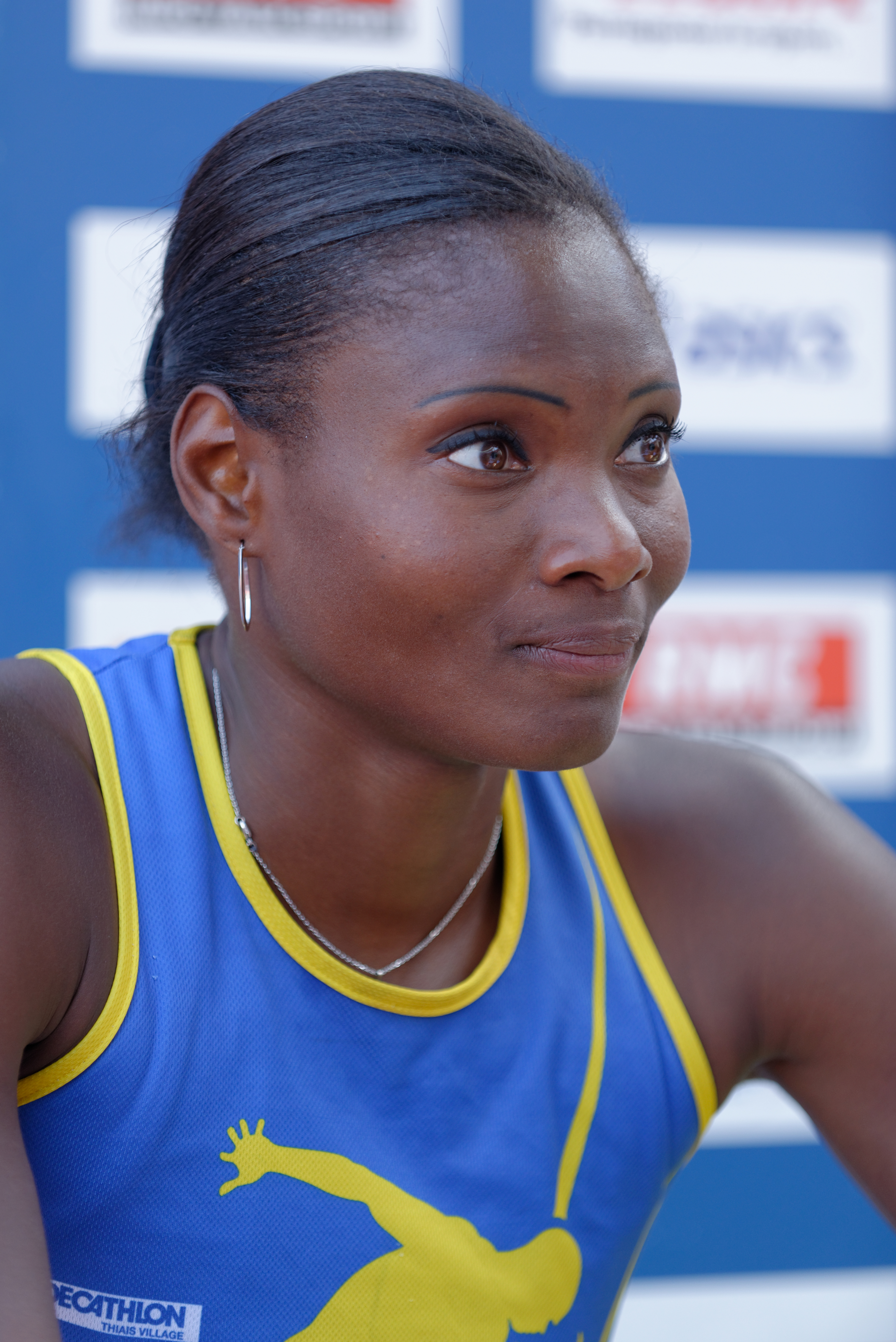
Muriel Hurtis-Houairi fehlte eine Zehntelsekunde zum Erreichen des Finales

Weitere im zweiten Halbfinale ausgeschiedene Sprinterinnen:

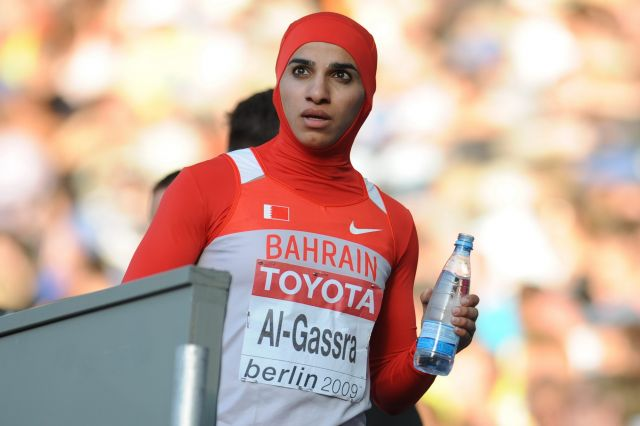
Ruqaya Al Ghasra – Rang sechs
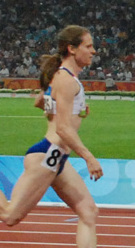
Emily Freeman – Rang sieben
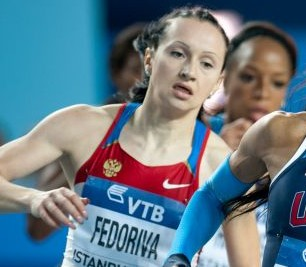
Alexandra Fedoriwa – Rang acht

## Finale

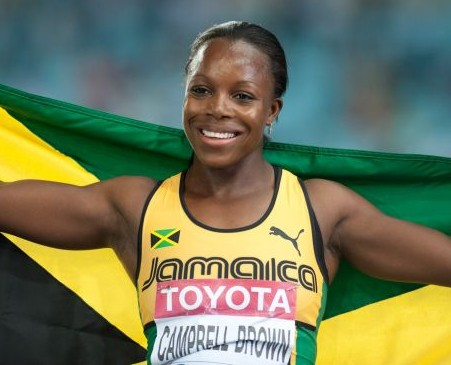
Veronica Campbell
wiederholte ihren Olympiasieg von 2004

21. August 2008, 19:30 Uhr
Wind: + 0,6 m/s
| Platz | Name                     | Nation         | Zeit    | Anmerkung |
| ----- | ------------------------ | -------------- | ------- | --------- |
| 1     | Veronica Campbell-Brown  | Jamaika        | 21,74 s | PB        |
| 2     | Allyson Felix            | USA            | 21,93 s |           |
| 3     | Kerron Stewart           | Jamaika        | 22,00 s |           |
| 4     | Muna Lee                 | USA            | 22,01 s | PB        |
| 5     | Marshevet Hooker         | USA            | 22,34 s | PB        |
| 6     | Sherone Simpson          | Jamaika        | 22,36 s |           |
| 7     | Debbie Ferguson-McKenzie | Bahamas        | 22,61 s |           |
| 8     | Cydonie Mothersille      | Cayman Islands | 22,68 s |           |

Wie schon über 100 Meter gab es ein Duell zwischen Jamaika und den Vereinigten Staaten. Jeweils alle drei Vertreterinnen der beiden Verbände hatten sich für das Finale qualifiziert, das komplettiert wurde durch jeweils eine Läuferin von den Bahamas und den Caymaninseln.
Favoritinnen waren in erster Linie die US-amerikanische Doppelweltmeisterin von 2005 und 2007 Allyson Felix sowie Vizeweltmeisterin Veronica Campbell-Brown aus Jamaika. Bei den Olympischen Spielen 2004 war die Reihenfolge allerdings umgekehrt gewesen. Anwärterinnen für die weiteren Medaillen waren die vier weiteren Läuferinnen aus den USA und Jamaika. Für die Vereinigten Staaten liefen Muna Lee, die in ihrem Vorentscheidungslauf hier in Peking Rang drei und über 100 Meter Rang fünf belegt hatte, sowie Marshevet Hooker, die Zweite in ihrem Halbfinallauf geworden war. Kerron Stewart und Sherone Simpson aus Jamaika hatten im 100-Meter-Finale vier Tage zuvor gemeinsam Silber gewonnen. Die WM-Dritte von 2007 Susanthika Jayasinghe aus Sri Lanka war zwar am Start, hatte allerdings hier das Finale nicht erreichen können.
Schon aus der Kurve heraus führte im Finale Campbell-Brown ziemlich deutlich. Ihr folgten Felix und Stewart, Lee lag noch etwas weiter zurück. Auf der Zielgeraden hielt Veronica Campbell-Brown ihren Vorsprung und wiederholte ihren Olympiasieg von vor vier Jahren in Athen. Mit ausgezeichneten 21,74 s war sie bei leichtem Schiebewind um mehr als vier Zehntel schneller als 2004. Enger wurde es dahinter im Kampf um die weiteren Medaillen. Allyson Felix setzte sich gegen ihre Konkurrentinnen durch und wurde neunzehn Hundertstelsekunden hinter Campbell-Brown Zweite. Noch knapper war es auf den nächsten Plätzen. Muna Lee zeigte sehr gutes Stehvermögen und kam den Läuferinnen vor ihr immer näher. Doch es reichte nicht mehr ganz für eine Medaille. Sherone Simpson rettete ihren dritten Rang sieben Hundertstelsekunden hinter Felix und nur eine Hundertstel vor Muna Lee. Fünfte wurde Marshevet Hooker vor Sherone Simpson. Einen Dreifachsieg für Jamaika wie über einhundert Meter gab es also nicht. Als beste Läuferin, die nicht aus den USA oder Jamaika kam, erreichte Debbie Ferguson-McKenzie von den Bahamas den siebten Platz.

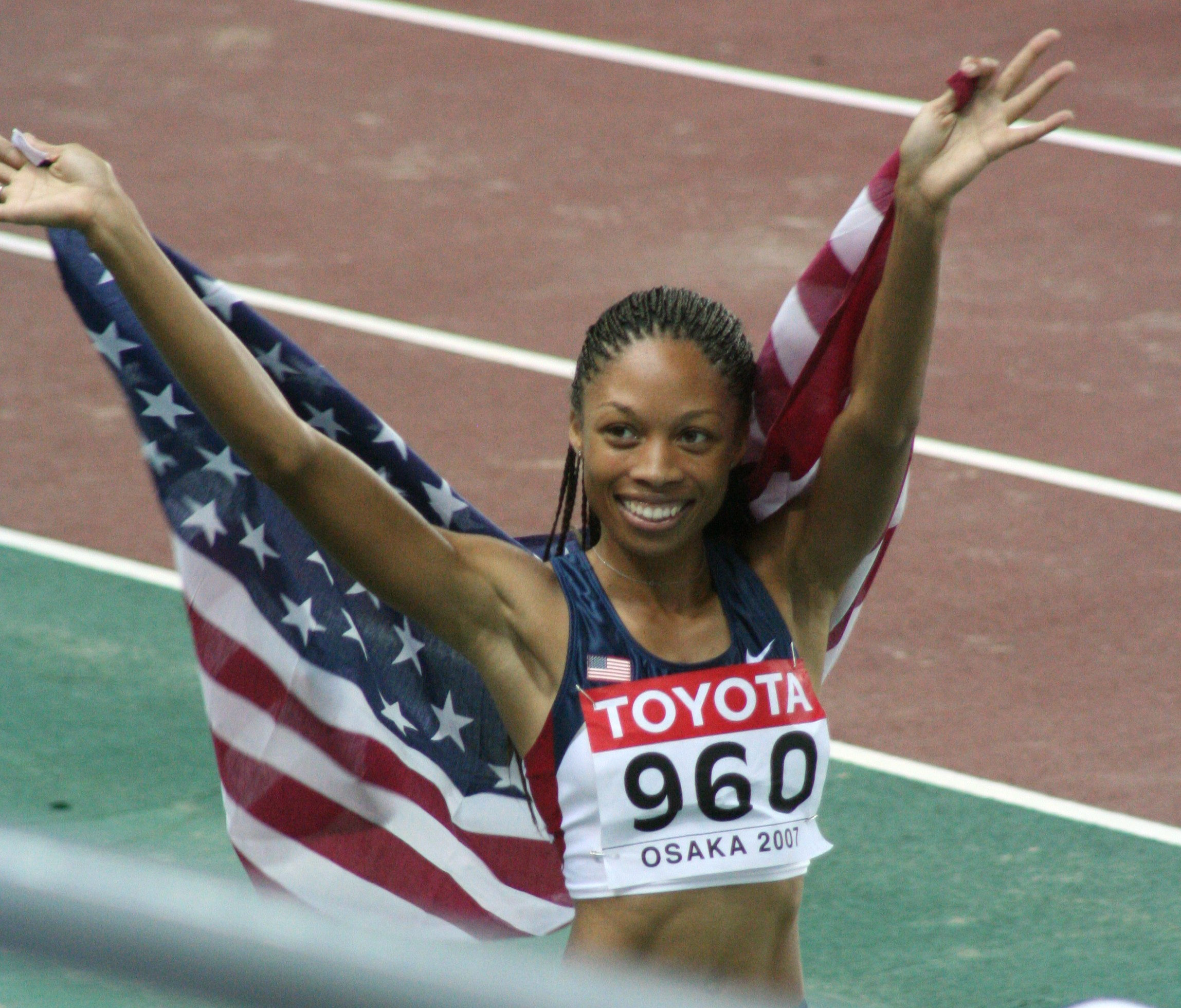
Silbermedaillengewinnerin Allyson Felix
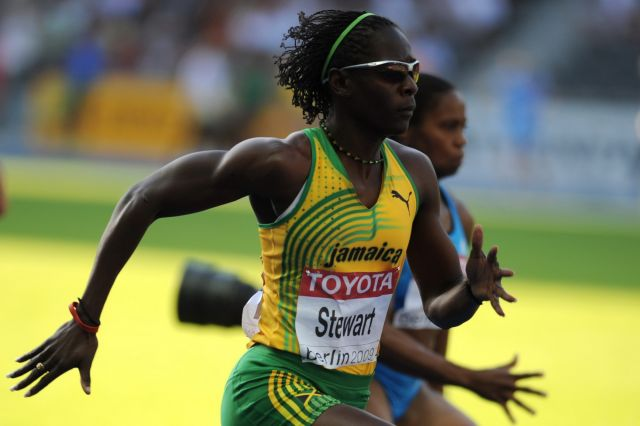
Nach Silber über 100 m gewann Kerron Stewart Bronze
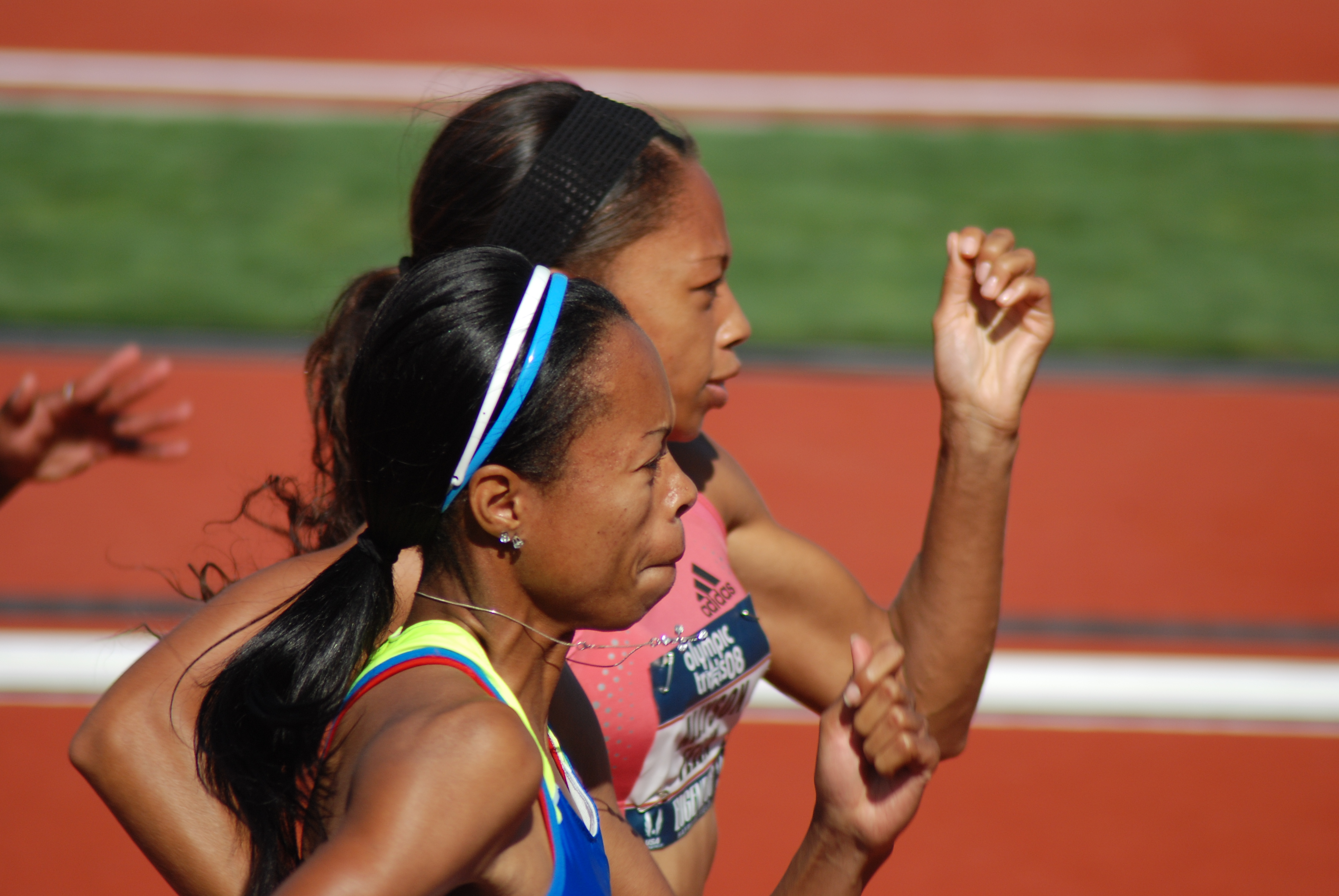
Muna Lee (im Vordergrund) kam auf den vierten Platz

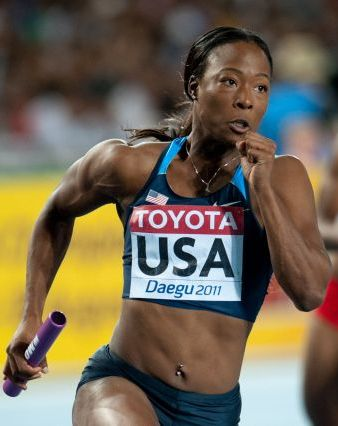
Rang fünf für Marshevet Hooker
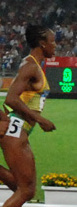
Sherone Simpson belegte Rang sechs
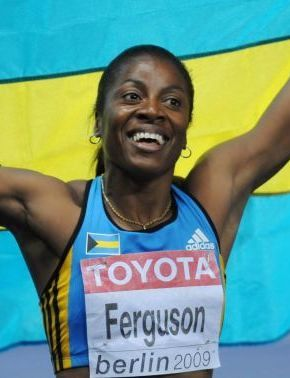
Debbie Ferguson-McKenzie erreichte Platz sieben
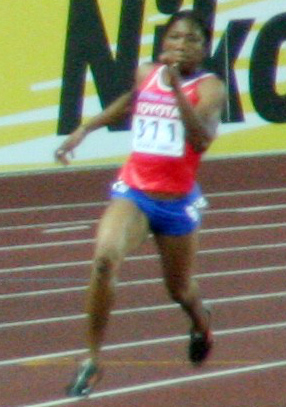
Die Olympiaachte Cydonie Mothersille

## Videolinks
- 2008 Beijing Olympic Games Womens 200m Final, youtube.com, abgerufen am 12. März 2022
- Athletics - Women's 200M - Final - Beijing 2008 Summer Olympic Games, youtube.com, abgerufen am 20. Juni 2018